# Mi smo mlada vojska Titova
Mi smo mlada vojska Titova je album zborov različnih armadnih območij JLA, ki je izšel na vinilni plošči leta 1976 pri glasbeni založbi PGP RTV Beograd.

## Naslov in vsebina
Album nosi naslov po istoimenski koračnici (A1), posnet pa je bil v živo na prireditvi Mi smo mlada vojska Titova, ki je bila 26. novembra 1976 ob 35-letnici vstaje in ustanovitve JLA v veliki dvorani Doma sindikatov v Beogradu.
Scenograf prireditve je bil Dragan Prodanović, za scenarij in režijo je poskrbel Branko Karakaš.
Na albumu sodelujejo zbori različnih jugoslovanskih armadnih območij, vključuje pa pesmi in vojaške koračnice jugoslovanskih narodov, tudi eno slovensko.

## Seznam posnetkov
| Stran A | Stran A                                                    | Stran A                | Stran A |
| Št.     | Naslov                                                     | Pisec                  | Dolžina |
| ------- | ---------------------------------------------------------- | ---------------------- | ------- |
| 1.      | „Mi smo mlada vojska Titova‟                               |                        |         |
| 2.      | „Po šumama i gorama / Vojnički dani‟                       | J. Smiljan             |         |
| 3.      | „Ponoćna patrola‟                                          | B. Karakaš             |         |
| 4.      | „Listaj goro / Teče Tara‟                                  |                        |         |
| 5.      | „Mornarski marš / Mornari‟                                 | R. Dominis, D. Kraljić |         |
| 6.      | „Mladost je snaga naše armije / Em što mi e milo em drago‟ | I. Ilijevski           |         |

| Stran B | Stran B                                       | Stran B                       | Stran B |
| Št.     | Naslov                                        | Pisec                         | Dolžina |
| ------- | --------------------------------------------- | ----------------------------- | ------- |
| 1.      | „Na juriš / U svitanje zore‟                  | R. Gobec B. Karakaš, L. Leško |         |
| 2.      | „Eskadrila / Orlovi našeg neba‟               | M. Živanović, R. Jeisel       |         |
| 3.      | „Četa na maršu / Oda pobedi‟                  | A. Obradović, S.Kajtazi       |         |
| 4.      | „Stazama heroja / Pesma bratstva i jedinstva‟ | J. Adamov, V. Savnik          |         |
| 5.      | „Kolo druga Tita / Svi smo jedna armija‟      | B. Karakaš                    |         |

## Sodelujoči

### Združeni zbori armadnih območij / Horovi armijskih oblasti
pojejo na posnetkih: A1 in B5

### Zbor sarajevskega armadnega območja / Hor Sarajevske armijske oblasti
poje na posnetku: A2

### Zbor beograjskega armadnega območja / Hor Beogradske armijske oblasti
poje na posnetku: A3

### Zbor titograjskega vojaškega območja / Hor Vojnog područja Titograd
poje na posnetku: A4

### Zbor Vojaške mornarice / Hor Ratne mornarice
poje na posnetku: A5

### Zbor skopskega armadnega območja / Hor Skopske armijske oblasti
poje na posnetku: A6

### APZ Tone Tomšič/ Zbor ljubljanskega armadnega območja / Hor Ljubljanske armijske oblasti
poje na posnetku: B1

### Zbor Vojaškega letalstva / Hor Ratnog vazduhoplovstva
poje na posnetku: B2

### Zbor niškega armadnega območja / Hor Niške armijske oblasti
poje na posnetku: B3

### Zbor zagrebškega armadnega območja / Hor Zagrebače armijske oblasti
poje na posnetku: B4

### Produkcija
- Branko Karakaš – producent
- Dragiša Petković – urednik
- Milenko Miletić – oblikovanje
- Radovan Ivanović – fotografija